# Eduard Francke (Jurist)
Eduard Francke (* 16. Januar 1842 in Schwerin; † 17. Juli 1917 in Berlin) war Jurist und Mitglied des Deutschen Reichstags.

## Leben
Francke, Sohn eines Apothekers, besuchte das Gymnasium in Schwerin. Nach der Schule studierte er Jura an den Universitäten Jena, Leipzig, Heidelberg, Berlin, Rostock und Kiel. Während seines Studiums wurde er 1860 Mitglied der Burschenschaft Teutonia Jena. Er arbeitete praktisch in der Justiz und in der Verwaltung, war 8 Jahre Rechtsanwalt und Notar in Flensburg und wurde dann Richter in Berlin.
Von 1879 bis 1893 gehörte er dem Preußischen Abgeordneten-Haus als Vertreter des Kreises Tondern an. Von 1887 bis 1903 war er Mitglied im Parteivorstand der Nationalliberalen Partei. Von 1884 bis 1890 war er Mitglied des Deutschen Reichstags für den Wahlkreis Provinz Schleswig-Holstein 4 Tondern, Husum, Eiderstedt und die Nationalliberale Partei.